# Улица Леваневского (Владикавказ)
У́лица Леване́вского — улица во Владикавказа, Северная Осетия, Россия. Находится в Северо-Западном муниципальном и Затеречном муниципальном округах между улицей Барбашова и проспектом Коста. Начинается от улицы Барбашова.

## Расположение
Улица Леваневского пересекается с улицами Таутиева, Островского, Зелёной, Весёлой, Генерала Мамсурова, Кольбуса, Бритаева, Калинина, Дигорская, Малиева, Зои Космодемьянской, Краснодонской, Талалихина и Гугкаева.
От улицы Леваневкого начинается переулок Рыночный.

## История
Названа именем советского лётчика и Героя Советского Союза Сигизмунда Леваневского.
Улица сформировалась в довоенное время. Впервые отмечена на плане города Орджоникидзе от 1943 года.